# 拉茨凱韋區

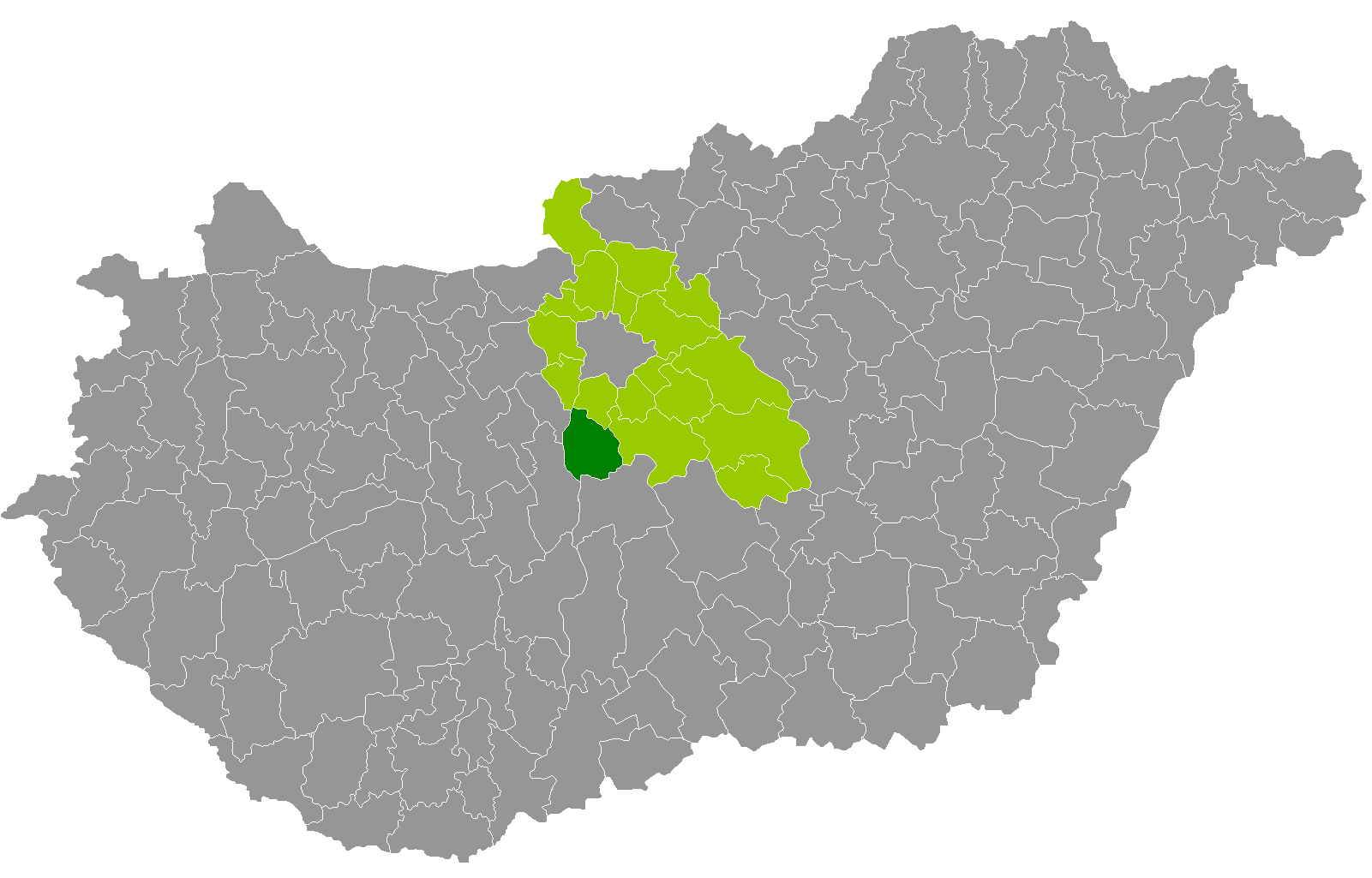

47°10′00″N 18°57′00″E / 47.1667°N 18.9500°E
拉茨凱韋區（匈牙利語：Ráckevei járás），是匈牙利的一個區，位於該國北部，由佩斯州負責管轄，首府設於拉茨凱韋，面積417平方公里，2011年人口35,732，人口密度每平方公里86人。

## 市镇
拉茨凱韋區包含一个城镇、两个大村和8个村庄。